# Roland Young
Roland Young (11 de noviembre de 1887 - 5 de junio de 1953) fue un actor teatral y cinematográfico británico.

## Primeros años
Nacido en Londres, Inglaterra, Young estudió en la Sherborne School de Sherborne, y en la Universidad de Londres antes de ingresar en la Royal Academy of Dramatic Art. Debutó como actor teatral en el circuito de Teatros del West End con la obra Find the Woman en 1908, y en 1912 hizo su primera actuación en el circuito de Broadway con Hindle Wakes. Young actuó en dos comedias escritas para él por Clare Kummer, Good Gracious Annabelle! (1916) y A Successful Calamity (1917), antes de servir en el Ejército de los Estados Unidos durante la Primera Guerra Mundial, tras obtener la nacionalidad estadounidense. Una vez finalizada la contienda volvió a Nueva York, casándose con la hija de Kummer, Frances. En los siguientes años actuó alternativamente en Nueva York y Londres. 
Su debut como actor cinematográfico tuvo lugar en 1922, en el film mudo Sherlock Holmes, en el cual interpretaba a Watson, encarnando John Barrymore a Holmes.
Tras ser contratado por Metro-Goldwyn-Mayer, Young hizo su primer film sonoro, The Unholy Night (1929), dirigido por Lionel Barrymore. Más adelante fue cedido a Warner Bros. para trabajar en Her Private Life, con Billie Dove, y a 20th Century Fox para rodar Don't Bet on a Woman, film en el que consiguió el aplauso de la crítica por su actuación como marido de Jeanette MacDonald. Young volvió a coincidir con MacDonald en Annabelle's Affairs. Otras películas en las que actuó fueron la dirigida por Cecil B. DeMille El prófugo (1931), The Guardsman (1931, junto a Alfred Lunt y Lynn Fontanne), The Pagan Lady (1932, de Columbia Studios, con Evelyn Brent), y A Woman Commands (1932, de RKO Pictures, con Pola Negri). Su última película bajo contrato de MGM fue Lovers Courageous (1932), junto a Robert Montgomery.

## Éxitos como actor independiente
Young empezó a trabajar como actor independiente, consiguiendo una demanda de trabajo constante. Así, trabajó junto a Jeanette MacDonald, Genevieve Tobin y Maurice Chevalier en Una hora contigo (1932), y con Kay Francis en Street of Women (1932). Alexander Korda le invitó a volver a Inglaterra para debutar en el cine británico, lo cual hizo con Wedding Rehearsal (1932). De nuevo en Hollywood, actuó en un variado grupo de películas que incluía comedias, misterios criminales y dramas, además de volver a actuar en Broadway. Entre las películas de ese período figuran Ruggles of Red Gap (1935), David Copperfield (1935) y The Man Who Could Work Miracles (1936).
En 1937 consiguió uno de los mayores éxitos de su carrera al interpretar al empresario Cosmo Topper, frecuentado por los fantasmas de sus clientes, Cary Grant y Constance Bennett. El film fue uno de los más taquilleros del año, y por su actuación Young fue nominado al Oscar al mejor actor de reparto. En la película, Billie Burke interpretaba a su mujer. Ambos actuaron también juntos en The Young in Heart (1938), y en la primera de las secuelas de Topper, Topper Takes a Trip (1939). Young siguió interpretando papeles de reparto en diferentes comedias, entre ellas Yes, My Darling Daughter, con Fay Bainter y Priscilla Lane, pero con el paso de los años la importancia de su papeles disminuyó, aunque obtuvo otro éxito con el papel del tío de Katharine Hepburn en The Philadelphia Story (1940). Su último papel protagonista llegó con la última entrega de la serie Topper, La mujer fantasma, en 1941, en la cual actuaban Billie Burke y Joan Blondell.

## Últimos años
Young siguió trabajando de forma continuada durante los años 1940, haciendo pequeños papeles junto a algunas de las principales actrices de Hollywood, como fue el caso de Joan Crawford, Marlene Dietrich, Paulette Goddard y Greta Garbo, ésta en su última película, Two-Faced Woman (1942). 
En 1945 Young inició su propia serie radiofónica, William and Mary, en la que hacía pareja con Cornelia Otis Skinner. Además, actuó en una adaptación al cine de una obra de Agatha Christie, And Then There Were None. Al final de la década su carrera en el cine declinaba, y sus últimas películas, incluyendo The Great Lover (1949), con Bob Hope, y Let's Dance (1950), con Fred Astaire, no tuvieron éxito.
En los años 1950 Young actuó en series televisivas como Lux Video Theatre, Studio One, Pulitzer Prize Playhouse y The Chevrolet Tele-Theatre.
Roland Young falleció en 1953 en Nueva York, por causas naturales. Sus restos fueron incinerados, y las cenizas entregadas a sus allegados.
Young había estado casado dos veces. La primera de ellas con Marjorie Krummer, desde 1921 a 1940, y la segunda con Patience DuCroz, desde 1948 hasta el momento de su muerte. Al actor se le concedieron dos estrellas en el Paseo de la Fama de Hollywood, una en el 6523 de Hollywood Boulevard por su trabajo cinematográfico, y otra en el 6315 de la misma vía por su actividad televisiva.

## Filmografía
| - Sherlock Holmes, de Albert Parker (1922) - Grit, de Frank Tuttle (1924) - Camille, de Ralph Barton (1926) - Walls Tell Tales, de Edmund Lawrence (1928) - Wise Girls, de E. Mason Hopper (1929) - The Unholy Night, de Lionel Barrymore (1929) - Her Private Life, de Alexander Korda (1929) - The Bishop Murder Case, de David Burton y Nick Grinde (1930) - Madam Satan, de Cecil B. DeMille (1930) - New Moon, de Jack Conway (1930) - Don't Bet on Women, de William K. Howard (1931) - The Prodigal, de Harry A. Pollard (1931) - Annabelle's Affairs, de Alfred L. Werker (1931) - Solo ella lo sabe (The Guardsman) de Sidney Franklin (1931) - El prófugo, de Cecil B. DeMille (1931) - The Pagan Lady, de John Francis Dillon (1931) - Lovers Courageous, de Frederick Lonsdale (1931) - A Woman Commands, de Paul L. Stein (1932) - Una hora contigo, de Ernst Lubitsch y George Cukor (1932) - This Is the Night, de Frank Tuttle (1932) - Street of Women, de Archie Mayo (1932) - Wedding Rehearsal, de Alexander Korda (1932) - They Just Had to Get Married, de Edward Ludwig (1932) - A Lady's Profession, de Norman Z. McLeod (1933) - Pleasure Cruise, de Frank Tuttle (1933) - Blind Adventure, de Ernest B. Schoedsack (1933) - His Double Life, de Arthur Hopkins (1933) - Here Is My Heart, de Frank Tuttle (1934) - David Copperfield, de George Cukor (1935) - Ruggles of Red Gap, de Leo McCarey (1935) - The Unguarded Hour, de Sam Wood (1936) - One Rainy Afternoon, de Rowland V. Lee (1936) - Give Me Your Heart, de Archie Mayo (1936) - The Man Who Could Work Miracles, de Lothar Mendes (1936) | - Gypsy, de Roy William Neill (1937) - Call It a Day, de Archie Mayo (1937) - King Solomon's Mines, de Robert Stevenson (1937) - Topper, de Norman Z. McLeod (1937) - Ali Baba Goes to Town, de David Butler (1937) - Sailing Along, de Sonnie Hale (1938) - The Young in Heart, de Richard Wallace (1938) - Topper Takes a Trip, de Norman Z. McLeod (1938) - Yes, My Darling Daughter, de William Keighley (1939) - Here I Am a Stranger, de Roy Del Ruth (1939) - The Night of Nights, de Lewis Milestone (1939) - He Married His Wife, de Roy Del Ruth (1940) - Irene, de Herbert Wilcox (1940) - No, No, Nanette, de Herbert Wilcox (1940) - Private Affairs, de Albert S. Rogell (1940) - Star Dust, de Walter Lang (1940) - Dulcy, de S. Sylvan Simon (1940) - The Philadelphia Story, de George Cukor (1940) - La mujer fantasma, de Roy Del Ruth (1941) - The Flame of New Orleans, de René Clair (1941) - Two-Faced Woman, de George Cukor (1941) - The Lady Has Plans, de Sidney Lanfield (1942) - They All Kissed the Bride, de Alexander Hall (1942) - Tales of Manhattan, de Julien Duvivier (1942) - Forever and a Day, de Edmund Goulding y Cedric Hardwicke (1943) - Standing Room Only, de Sidney Lanfield (1944) - And Then There Were None, de René Clair (1945) - Bond Street, de Gordon Parry (1948) - You Gotta Stay Happy, de H.C. Potter (1948) - The Great Lover, de Alexander Hall (1949) - Let's Dance, de Norman Z. McLeod (1950) - St. Benny the Dip, de Edgar G. Ulmer (1951) - Aquel hombre de Tánger, de Luis María Delgado y Robert Elwyn (1953) |

## Premios y distinciones
Premios Óscar
| Año  | Categoría              | Película             | Resultado |
| ---- | ---------------------- | -------------------- | --------- |
| 1938 | Mejor actor de reparto | Una pareja invisible | Nominado  |